# Lime Cordiale
Lime Cordiale — австралійський поп-рок гурт, заснований у 2009 році. Він складається з братів Олі та Луї Леймбах, а також додаткових членів Джеймса Дженнінгса, Фелікса Борнхольта та Ніколаса Половінео. Вони випустили свій дебютний студійний альбом Permanent Vacation у 2017 році. Гурт виступав на Groovin' the Moo і South by Southwest (SXSW). На церемонії ARIA Music Awards 2020 вони були номіновані у восьми категоріях і отримали нагороду «Breakthrough Artist — Release» за свій другий альбом 14 Steps to a Better You (липень 2020).

## Кар'єра

### 2009—2016: Ранні виступи
Lime Cordiale був створений у Сіднеї у вересні 2009 року як дует братів Луї Стенлі Леймбах на бас-гітарі, трубі, вокалі та казу та Олівера Джея «Олі» Леймбаха на гітарі, кларнеті та вокалі. Помітивши дует на конкурсі гуртів, фронтмен гурту Icehouse Іва Девіс запропонував їм наставництво, завдяки чому ті записали кілька треків. У 2011 році Lime Cordiale підтримали Icehouse у їхньому турі. Також того року дует випустив три сингли через Bandcamp і відіграв понад 60 концертів. У червні 2012 року до них приєдналися Брендан Чемпіон на тромбоні та Джеймс Дженнінгс на барабанах. Гурт зосереджений навколо братів Леймбах, які визнали взаємну любов до всього, що стосується поп-музики, та бажання створювати оригінальну та захоплюючу музику.
У липні 2012 року Lime Cordiale незалежно випустили свій дебютний мініальбом з п'яти треків Faceless Cat, включаючи сингл «Pretty Girl», який розповсюджував MGM. Ларрі Гіт з AU Review побачив, як група виконує цей трек, і відчув, що в ньому є «хороша доза кларнета, яку можна змішати з їхнім фірмовим поєднанням поп-музики, року, джазу» та інших жанрів.
Другий мініальбом Lime Cordiale Falling Up the Stairs, який був виданий у вересні 2013 року через Chugg Music/MGM Distribution, був спродюсований Деніелом Денхолмом і надав два сингли «Bullshit Aside» і «Sleeping at Your Door». Для запису мініальбому вони складалися з п'яти учасників: Чемпіон, Дженнінґс, брати Леймбах і Тім Фітц на гітарі та клавішних. Протягом 2015 року вони випустили ще три сингли, а в листопаді з'явився їхній третій мініальбом Road to Paradise із шістьма треками. Рекс Міллер з Forté зауважив: «баси важкі, мелодії сильні й створюють приспіви, які найкраще співати на повну силу».

### 2017—2019:Permanent Vacationта14 Steps to a Better You
У серпні 2017 року Lime Cordiale випустив «Temper Temper», провідний сингл з їхнього дебютного студійного альбому Permanent Vacation, який вийшов у жовтні. Його спродюсував Дейв Гаммер з тим самим складом із п'яти учасників, що й на «Falling Up the Stairs». Натан Маріно з «Music Insight» оцінив його на 8,5 і похвалив їхні «танцювальні номери» та «спонукаючі до роздумів балади». Таня Брінкс Тубро зі «The Brag» поставила йому чотири зірки з п'яти та підкреслила «грайливість» і «якість окремих пісень».
Permanent Vacation досяг максимуму на 79 місці в чарті альбомів ARIA; тоді як у хіт-парадах пов'язаних альбомів він досяг позиції № 42 у Top 100 physical, № 15 серед австралійських виконавців і № 3 на шукачах гітів. Для просування альбому Lime Cordiale взялися за 16-денний національний тур з жовтня по грудень із розширеним складом гурту. Альбом отримав ще два сингли «Risky Love» (вересень) і «Naturally» (грудень).
Протягом 2018 року група почала працювати над своїм другим студійним альбомом 14 Steps to a Better You, який зрештою вийшов у липні 2020 року. У січні 2019 року його другий сингл «Dirt Cheap» (листопад 2018) посів 86 місце в Triple J Hottest 100, 2018. У лютому 2019 року вони випустили третій сингл «Money», а в травні того ж року на Triple J четвертий — «Inappropriate Behavior». П'ятий сингл альбому «Robery» (вересень), пісня про «погоню за дівчиною, яка вкрала твоє серце», досяг топу 100 синглів ARIA. Lime Cordiale здійснили національний тур на підтримку його випуску. У січні 2020 року у них було чотири треки в Triple J Hottest 100, 2019, а «Robbery» посів 7 місце.
Після випуску 14 Steps to a Better You досяг 1 місця у чарті альбомів ARIA та 32 місце в офіційному музичному чарті Нової Зеландії. Алі Шатлер з NME Australia порівняв його з їхнім дебютним альбомом: «він більш витончений, більш продуманий, але все одно викликає хвилювання під час кожного мрійливого повороту». У листопаді 2020 року з'явилося перевидання 14 Steps to a Better You (Relapse) із додатковими шістьома треками. У тому ж місяці Lime Cordiale з'явилися на ABC TV's QandA.

### 2021–тепер:Cordi Elbaта «Facts of Life»
У вересні 2021 року Lime Cordiale випустили сингл «Apple Crumble», який є провідним треком мініальбому з шістьох треків Cordi Elba, записаним спільно з англійським актором-музикантом Ідрісом Ельбою. Мініальбом був випущений 14 січня 2022 року і досяг піку на 9 місці в чартах ARIA. 8 квітня 2022 року гурт випустив новий сингл «Facts of Life», а в липні — «Country Club».

## Учасники гурту
Поточні учасники
- Луї Леймбах – бас-гітара, труба, вокал, казу
- Олі Леймбах – гітара, кларнет, вокал

Турнірні учасники
- Джеймс Дженнінгс – барабани
- Фелікс Борнгольдт – клавіатури
- Нік Половінео – тромбон, гітара

Колишні учасники
- Брендан Чемпіон – тромбон[4]
- Тім Фітц – гітара, клавішні[10]

## Особисте життя
Батько Олі та Луї — кінопродюсер Білл Леймбах, який працював над австралійськими фільмами та телешоу, такими як Beneath Hill 60.